# 존 함프덴
존 함프덴 (John Hampden,  1595년 6월c. – 1643년 6월 24일)은 제1차 잉글랜드 내전에서 의회를 위해 싸우다 전사한 잉글랜드의 정치인이자 군인이었다. 의회파 지도자 존 핌의 동맹이자 올리버 크롬웰의 사촌이었던 그는 찰스 1세가 1642년 1월 체포하려 했던 다섯 의원 중 한 명으로, 이는 8월의 전투 발발에 중요한 단계였다. 다섯 의원 모두 매년 영국 의회 개원식에서 기념되고 있다.
1642년 8월 전쟁이 시작되자 햄든은 의회파를 위해 보병 연대를 조직했다. 1643년 6월 18일 챌그로브 필드 전투에서 부상당해 사망한 것은 햄든이 의회파의 여러 파벌 사이에서 다리 역할을 했기 때문에 큰 손실로 여겨졌다.
그의 이른 죽음은 햄든이 1649년 1월 찰스 1세의 처형과 잉글랜드 공화국 수립으로 이어진 이념적 분열을 피하게 해주었다. 1841년에는 전제 정치에 대한 정직하고 원칙적이며 애국적인 반대자로서의 명성과 결합하여 재건된 웨스트민스터궁에 그의 동상이 세워져 의회파의 대의를 대표하게 되었다. 미국 독립 혁명 이전에 벤저민 프랭클린과 존 애덤스는 그를 인용하여 자신들의 대의를 정당화했다.

## 개인 정보
존 햄든은 1595년 6월경, 아마도 런던에서 윌리엄 햄든 (1570년–1597년)과 엘리자베스 크롬웰 (1574–1664)의 장남으로 태어났다. 그의 가족은 버킹엄셔주에 오랫동안 정착해 있었고, 윌리엄은 1593년 이스트 루의 하원의원이었다. 1597년 4월 아버지가 사망한 후, 그의 사촌인 또 다른 윌리엄 햄든이 유언 집행자로 임명되었지만 엘리자베스와 격렬한 법적 분쟁에 휘말렸다. 존의 남동생 리처드 (1596–1659)는 에밍턴에 있는 그의 영지를 상속받았다.
햄든은 1619년에 엘리자베스 시메온과 결혼하여 1631년 그녀가 사망하기 전까지 아홉 자녀를 두었으며, 그 중 일곱 명이 성인이 될 때까지 살아남았다. 앤 (1616–1701), 엘리자베스 (1619–1643), 존 (1621–1642), 윌리엄 (1675년 사망), 루스 (1628–1687), 메리 (1630–1689), 그리고 리처드 (1631–1695)는 윌리엄 3세 아래에서 영국의 재무장관을 역임했다. 1640년에 그는 레티샤 놀리스 (1591–1666)와 결혼했지만 1643년 그가 사망하기 전까지 자녀는 없었다.

## 경력

### 1610년 ~ 1629년: 정치 활동
햄든은 1610년 모들린 칼리지 (옥스퍼드 대학교)를 졸업하고 1613년부터 1615년까지 이너 템플에 다녔는데, 반드시 변호사가 되기 위함이 아니라 법률 지식이 당시 신사의 교육의 일부로 여겨졌기 때문이었다. 런던에서 공부하는 동안 그는 다른 청교도들과 관계를 맺게 되었는데, 청교도란 그들이 가톨릭 관습으로 간주하는 것을 제거하여 잉글랜드 국교회를 '정화'하고자 하는 모든 사람들을 지칭하는 일반적인 용어였다. 이들은 다양한 개신교 분파에 속했으며, 가장 저명한 분파는 햄든과 같은 장로교도였다. 이를 통해 그는 리처드 나이틀리 (1639년 사망), 세이 경, 존 프레스톤을 포함한 네트워크와 연결되었다.

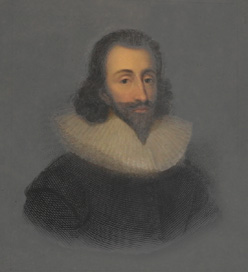
1632년 감옥에서 사망한 존 엘리엇 경; 햄든은 그가 1628년 권리청원 운동을 조직하는 것을 도왔다

1621년에 그는 콘월주의 부패 선거구인 그램파운드의 하원의원이 되었는데, 이 지역은 지역 유력자인 존 애런델이 통제하고 있었다. 이 시대의 복잡성을 잘 보여주는 예로, 애런델은 1630년대에 선박세에 반대했지만, 제1차 잉글랜드 내전 중에는 찰스 1세를 위해 펜데니스 성을 지켰다. 햄든은 이후 1624년 웬도버의 의회 대표권을 회복하기 위한 성공적인 캠페인에 자금을 지원했고, 1629년까지 그 자리를 유지했다. 1626년 웬도버의 하원의원으로서 그는 아무런 법안도 통과시키지 못해 "무용지물 의회"로 알려진 의회에 참여했다. 세금 승인을 대가로 잉글랜드 의회는 국왕의 측근이자 비효율성과 낭비벽으로 악명 높았던 군사령관 제1대 버킹엄 공작 조지 빌리어즈의 탄핵을 요구했다.
찰스는 이에 응하지 않고 의회를 해산하고 강제 대부금으로 자금을 조달하려 했으며, 햄든의 삼촌 에드먼드 햄든 경을 포함해 70명 이상이 납부를 거부하다 투옥되었다. 햄든도 대부금을 거부하자 체포되었고, 감옥에서 의회 야당의 주요 인물인 존 엘리엇 경을 만났다. "대부금"이 충분한 수입을 창출하지 못하자 찰스는 1627년 3월에 새로운 선거를 소집할 수밖에 없었고, 이 선거에서는 햄든, 존 셀든, 에드워드 코크, 존 핌, 그리고 젊은 올리버 크롬웰을 포함하여 "왕에게 반대하는 하원의원들이 압도적으로" 당선되었다.
새로운 의회에 참석하기 위해 석방된 햄든은 엘리엇 등과 협력하여 왕실 권력을 제한하는 노력을 기울였다. 가장 중요한 것은 1628년 6월의 권리청원으로, 이는 버킹엄의 새로운 탄핵을 위한 길을 열었다. 이 탄핵 운동은 1628년 8월 그가 불만을 품은 병사에게 암살당하면서 끝났다. 다음 쟁점은 로저 메인워링과 로버트 시브소프 두 성직자였는데, 이들은 왕권신수설, 수동적 복종을 지지하는 설교를 발표했고 찰스가 원하는 대로 세금을 부과할 권리가 있음을 암시했다.
17세기에는 많은 사람들이 '선한 정부'와 '진정한 종교'가 밀접하게 연결되어 있다고 믿었으며, 한쪽의 변화는 다른 쪽의 변화를 의미한다고 생각했다. 의회 승인 없이 세금을 부과하는 것을 정당화하기 위해 신성한 권리를 사용하는 것 자체로도 충분히 선동적이었지만, 메인워링은 또한 왕에게 불복종하는 자들은 영원한 저주를 받을 위험이 있다고 주장했는데, 이는 일반적으로 칼뱅주의 이중예정론과 오직 믿음을 믿는 청교도들을 격분시켰다. '왕은 신이다'라는 그의 제안 또한 신성모독으로 간주되었다. 기존 헌법에 반하는 설교로 질책받았으나, 두 사람은 찰스에 의해 사면되었고, 찰스는 1629년 의회를 해산하고 11년 동안의 친정을 시행했다.

### 1630년 ~ 1639년: 선박세

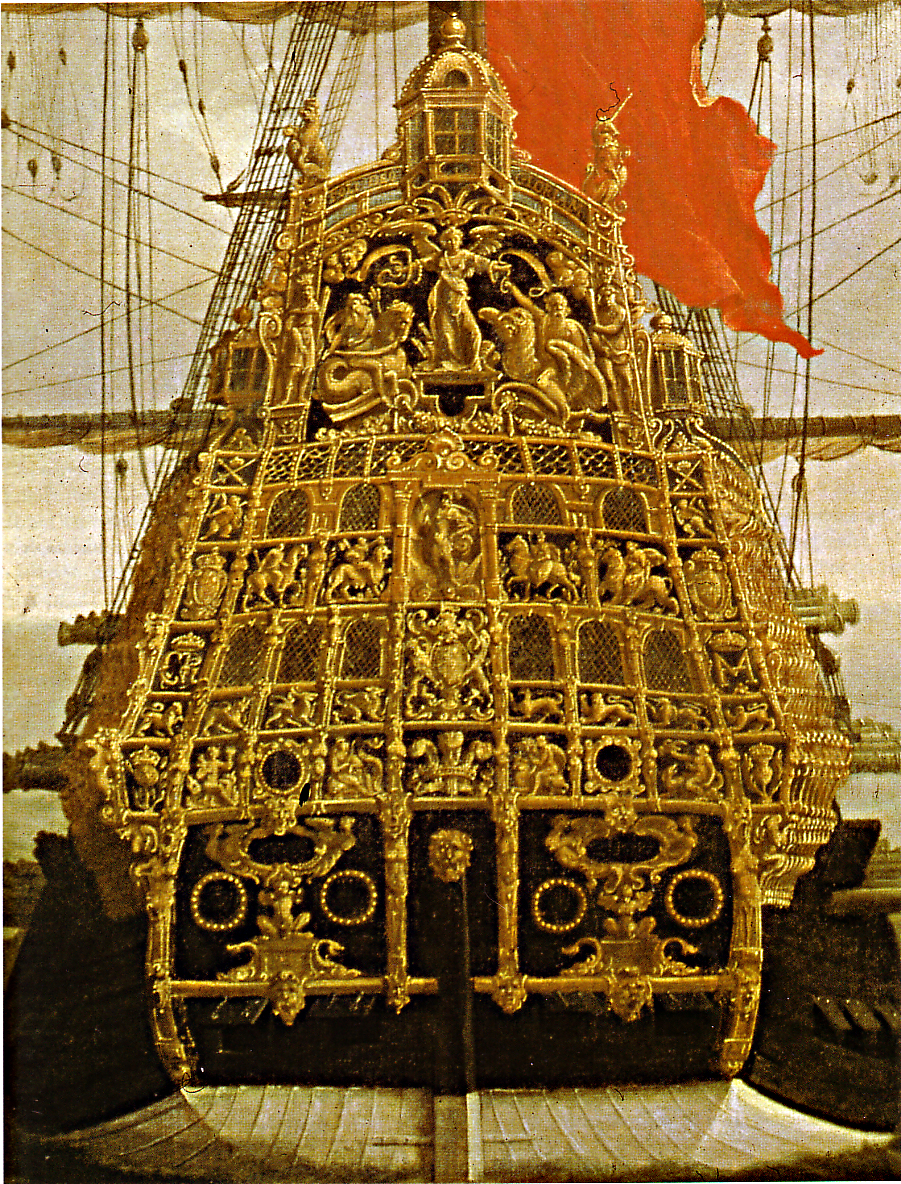
1634년에서 1637년 사이에 선박세로 건조된 소버린 오브 더 시즈의 화려한 선미; 도금 비용만 해도 일반 전함의 비용을 초과했다

1628년 의회에서 햄든의 역할은 주로 막후에서 이루어졌는데, 그의 조직력과 인력 관리 기술이 가장 잘 활용될 수 있었지만, 이는 그를 의회 야당의 핵심 인물로 만들었다. 1629년, 워릭 백작은 그에게 현재의 올드 세이브룩, 코네티컷에 위치한 세이브룩 식민지의 토지를 허가했다. 식민지 운동에 참여하는 것은 청교도 지도자들 사이에서 흔한 일이었다. 다른 참여자로는 프로비던스 섬 회사의 재무관이었던 핌, 워릭, 세이 경, 나이틀리, 헨리 달리를, 윌리엄 월러, 그리고 브룩 경이 있었다. 회사 회의는 정치적 반대를 조직하는 은폐 수단이 되었는데, 그 구성원들이 영구 이주를 고려했는지 여부는 여전히 논란의 여지가 있다.
햄든은 1637년까지는 비교적 잘 알려지지 않은 인물이었는데, 그 해에 선박세의 합법성을 확인하기 위한 시범 소송에서 기소되었다. 선박세는 영국 왕립 해군 자금을 조달하기 위해 해안 카운티에서 부과되던 오랜 세금이었지만, 찰스가 지금처럼 매년이 아니라 전쟁 시에만 부과되었다. 반대는 세금 자체보다는 의회의 승인 없이 부과되는 세금이라는 원칙에 기반을 두었다. 영국 무역을 보호하기 위한 강력한 해군에 대한 광범위한 지지가 있었다.
햄든의 버킹엄셔주에 있는 영지와 같은 내륙 지방으로까지 확장되면서 세금 징수와 사용 방식에 대한 반대가 확산되었다. Sovereign of the Seas는 1634년에서 1637년 사이에 건조된 100문 전함으로, 일반 선박 비용의 5배에 달하는 대규모 프로젝트였으며, 영국 항구에는 너무 커서 정박하기 어렵고 왕실이 선박 건조의 정당성을 주장했던 바르바리 해적과 싸우기에는 너무 느렸다. 결국 찰스는 이를 저지하기보다는 스페인 금괴와 물자를 플란데런으로 운반하여 개신교 네덜란드와의 전쟁을 지원하는 데 사용했고, 그 대가로 받은 돈은 자신이 가졌다.
햄든을 포함한 의회 지도자들은 여러 재산을 소유하고 있었으며, 자신들이 단지 합법성에 반대할 뿐임을 명확히 하기 위해 일부 세금은 조심스럽게 납부했다. 햄든은 1637년 6월 대법원에서 재판을 받았으나, 판사들 간의 의견 차이로 1638년 7월까지 판결이 지연되었다. 12명 중 7명이 세금이 합법적이라고 판결했음에도 불구하고, 5명이 그렇지 않다고 판결한 사실은 찰스에게 홍보 재앙이 되었다. 1639년에 평가된 20만 8천 파운드 중 20% 미만이 납부되었다. 많은 이들이 1639년과 1640년 주교 전쟁 동안 '코트 앤 컨덕트' 자금 요구를 거부했는데, 그렇게 하면 찰스가 이를 영구적인 세금으로 바꿀 것을 우려했기 때문이었다.

### 1640년 ~ 1642년 7월: 내전으로 가는 길
제1차 주교 전쟁에서 패배한 후, 찰스는 1640년 4월 의회를 다시 소집했다. 단기의회가 양보 없이는 세금에 찬성하지 않자, 그는 3주 만에 의회를 해산했다. 그러나 1640년 두 번째 승리 후 스코틀랜드가 부과한 굴욕적인 조약 조건으로 인해 그는 11월에 새로운 선거를 치러야 했다. 핌은 야당의 비공식 지도자 역할을 했고, 햄든은 여러 파벌을 조율했다. 장기의회가 소집된 직후, 런던 시민 15,000명이 서명한 뿌리와 가지 청원이 제출되었다. 이는 잉글랜드가 스코틀랜드의 전례를 따라 잉글랜드 국교회에서 주교를 추방할 것을 요구했다.

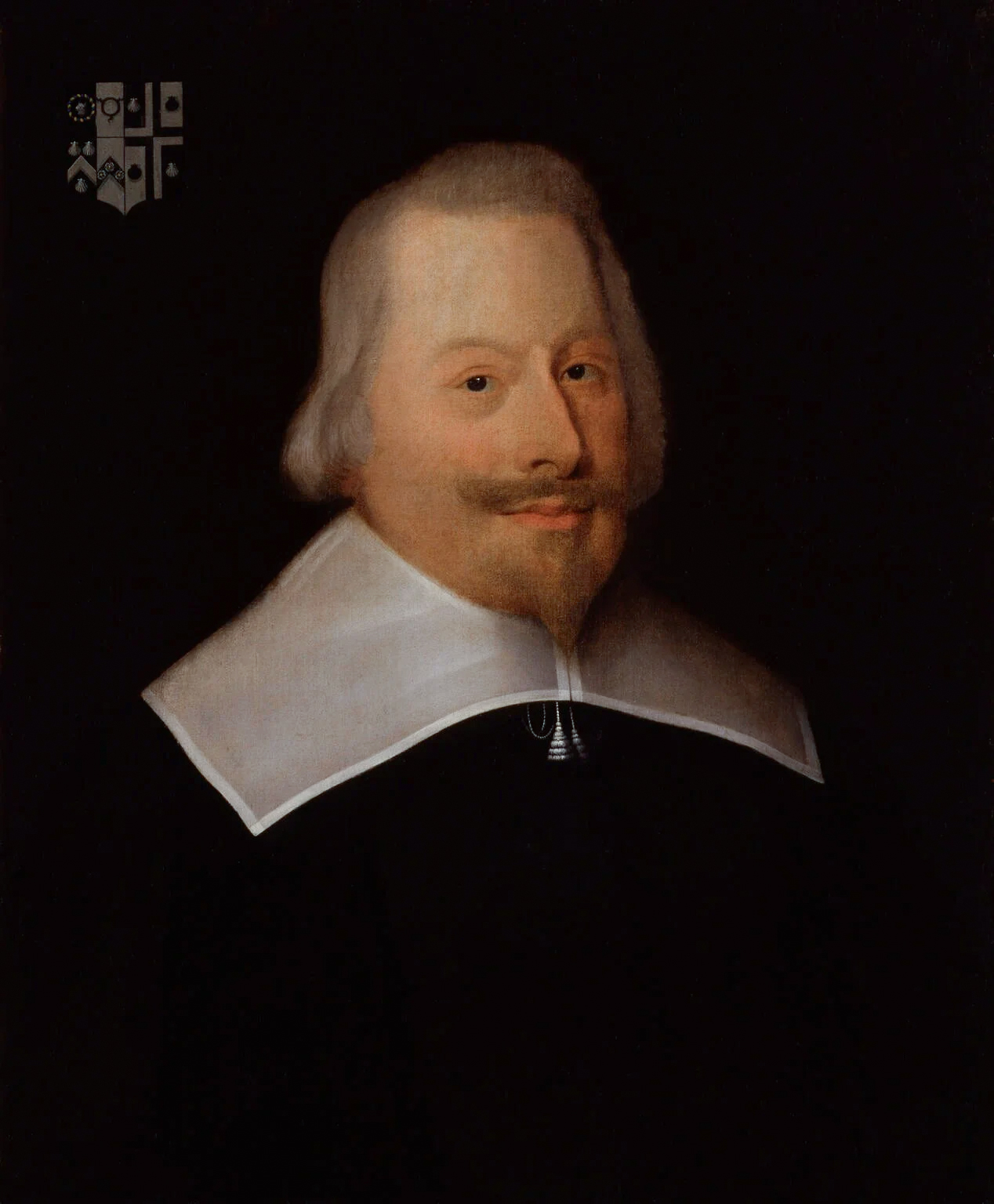
존 핌; 의회 야당의 조정자

이것은 잉글랜드 국교회 아르미니우스주의에 대한 광범위한 우려를 반영했는데, 이는 친가톨릭 정책의 증거로 여겨졌고 찰스가 개신교 스코틀랜드와 전쟁을 벌이면서도 그의 조카 카를 루트비히를 가톨릭 페르디난트 2세에 대항하여 돕지 않은 것으로 확인되었다. 많은 사람들은 그가 스페인과 동맹을 맺으려 한다고 우려했는데, 이는 프랑스와 베네치아 대사들도 공유하는 견해였다. 따라서 전제 정치를 종식시키는 것은 잉글랜드와 유럽 개신교 전체의 대의를 위해 중요했다.
관습적으로 찰스에 대한 직접적인 공격은 막혀 있었으므로, 그 대안은 그의 '사악한 참모들'을 기소하는 것이었다. 이는 그가 법 위에 있을지라도 그의 부하들은 그렇지 않으며, 그가 그들을 보호할 수 없음을 보여주는 것이었다. 그 의도는 다른 이들이 자신들의 행동에 대해 다시 생각하게 만드는 것이었다. 윌리엄 로드는 1640년 12월 탄핵되어 런던탑에 갇혔다. 왕의 최고 대신인 스트래퍼드 백작은 전 아일랜드 총독이자 1640년 주교 전쟁의 주모자였으며, 1641년 5월 처형되었다.
하원은 또한 삼년 의회법, 성실청 폐지, 의회 동의 없는 세금 부과 종식 등 일련의 헌법 개혁을 통과시켰다. 주교들은 한 덩어리로 투표하여 이 모든 것이 귀족원에서 부결되도록 했다. 1641년 6월, 의회는 주교 배제 법안으로 대응했지만, 이는 귀족원에서 부결되었다. 10월에 1641년 아일랜드 반란이 발발하면서 상황이 절정에 달했다. 찰스와 의회 모두 반란 진압을 위해 군대를 증강하는 것을 지지했지만, 어느 쪽도 다른 쪽에 대한 통제권을 신뢰하지 않았다.
대간주는 1641년 12월 1일 찰스에게 제출되었다. 소요 사태는 12월 23일부터 29일까지 런던 견습생들이 주도하는 웨스트민스터 전역의 대규모 폭동으로 절정에 달했다. 의회 지도자들이 이를 조직하는 데 도움을 주었다는 주장은 입증되지 않았지만, 이는 주교들이 귀족원에 참석하는 것을 막았다. 12월 30일, 요크 대주교 존 윌리엄스와 다른 11명의 주교들은 자신들이 배제된 동안 귀족원에서 통과된 법률의 합법성에 이의를 제기하는 진정을 제출했다. 덴질 홀리스가 이끄는 하원은 이를 왕이 의회를 해산하라는 초청으로 간주하고 12명 모두를 반역죄로 체포했다.

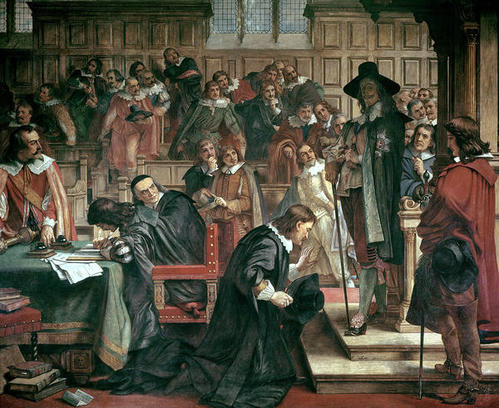
1642년 1월, 찰스가 다섯 의원을 체포하려 시도하는 모습; 빅토리아 시대의 재해석

1월 4일, 찰스는 햄든, 핌, 홀리스를 포함한 다섯 의원을 체포하려 시도했다. 실패하자 그는 제1대 클래런던 백작 에드워드 하이드와 같은 왕당파 하원의원 및 귀족원 의원들과 함께 런던을 떠났다. 이는 양원 모두에서 반대파가 다수를 차지하게 만든 중대한 전술적 실수였다. 그러나 이 늦은 시점에서도 양측의 대다수는 내전을 피하고 싶어했으며, 의회와 찰스에게 조건을 합의할 것을 청원했다.
핌과 햄든은 군사적 승리만이 찰스가 자신의 약속을 지키도록 강제할 수 있다는 것을 대부분보다 훨씬 일찍 깨달은 몇 안 되는 인물 중 하나였다. 그는 외국 대사들에게 어떤 양보든 일시적이며 필요하다면 무력으로 되찾을 것이라고 공공연히 말했는데, 이는 스코틀랜드의 경험을 통해 확인된 접근 방식이었다. 아일랜드 가톨릭 반군들은 자신들의 행동에 대한 승인을 주장했는데, 비록 사실이 아니었지만, 이 주장은 그가 아일랜드 군대를 스코틀랜드에 대항하여 사용하려 했던 시도와 반란을 처음에는 비난하지 않았던 사실로 인해 설득력을 얻었다.
그러나 종교나 정치적 신념에 관계없이 1642년에는 대다수가 '잘 정돈된' 군주정이 신성하게 명령된 것이라고 믿었다. 그들이 동의하지 않은 것은 '잘 정돈된' 것이 무엇을 의미하며, 누가 성직자 문제에서 궁극적인 권위를 가졌는지였다. 찰스를 폐위시킬 수 없었으므로, 그를 다룰 유일한 방법은 군사적 승리였다. 이러한 명확성이 햄든, 핌, 그리고 후에 올리버 크롬웰을 대다수와 구별시켰다. 제1차 잉글랜드 내전이 시작되었을 때, 햄든은 안전위원회에 임명되었다.

### 1642년 8월 ~ 1643년 6월: 전쟁과 죽음

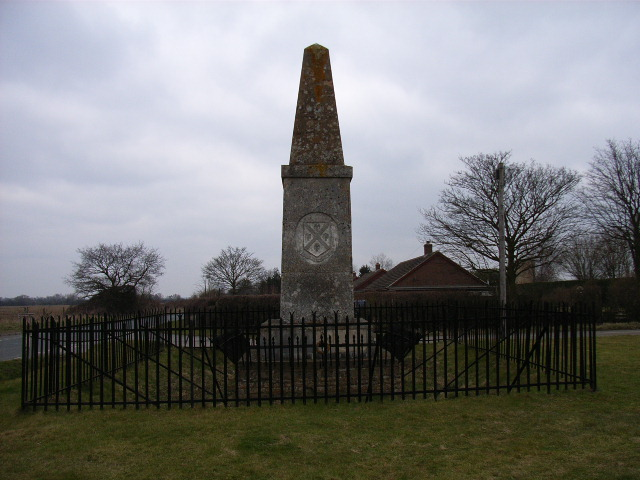
1843년에 설치된 윌리엄 스코울라가 조각한, 챌그로브 근처의 햄든 기념비

1642년 8월 전쟁이 시작되었을 때, 양측 모두 한 번의 결정적인 전투로 끝날 것이라고 예상했다. 많은 지역은 결과가 나올 때까지 중립을 유지했다. 햄든은 연대를 조직하여 10월 에지힐 전투에서 포병 호위 역할을 수행했고 왕당파 기병을 격퇴하는 데 기여했다. 재앙적인 브렌트포드 전투 이후, 그는 런던 방어를 위한 병력 집결을 도왔다. 그러나 그의 주요 기여는 첫 겨울 동안 의회 파벌들을 결집하고, 1643년 8월 스코틀랜드와의 엄숙동맹과 언약으로 이어진 협상을 시작함으로써 장기전에 대비한 것이었다.
1643년 전역이 시작될 때, 햄든은 에식스 백작과 함께 복무하고 있었는데, 그의 공격성 부족은 이미 우려를 사고 있었다. 왕당파의 전쟁 수도인 옥스퍼드를 점령하는 임무를 맡은 에식스는 4월 27일 레딩을 함락시켰고, 5월 중순까지 그곳에 머물렀다. 1643년 6월 18일, 햄든은 챌그로브 필드 전투에서 부상을 입었다. 어깨에 두 번 총을 맞았고, 상처는 감염되었다. 나중에 이 부상이 그의 권총 폭발로 인한 것이라는 주장은 입증되지 않았다.
그는 엿새 후 자택에서 사망하여 그레이트 햄든 교회에 안장되었다. 암으로 사망한 핌과는 달리, 그의 죽음은 갈등의 양측 모두에서 애도되었다. 그의 절친한 친구 앤서니 니콜은 ‘어떤 왕국도 한 신하에게 이보다 더 큰 손실을 입은 적이 없고, 어떤 사람도 이보다 더 진실하고 충실한 친구를 잃은 적이 없다’고 썼다. 1843년, 휘그 급진파 정치인이자 존 햄든의 성인전적이면서도 종종 부정확한 『존 햄든 회고록』의 저자인 조지 누전트-그렌빌은 전투 현장 근처에 위치한 햄든 기념비에 비용을 지불했다.

## 유산

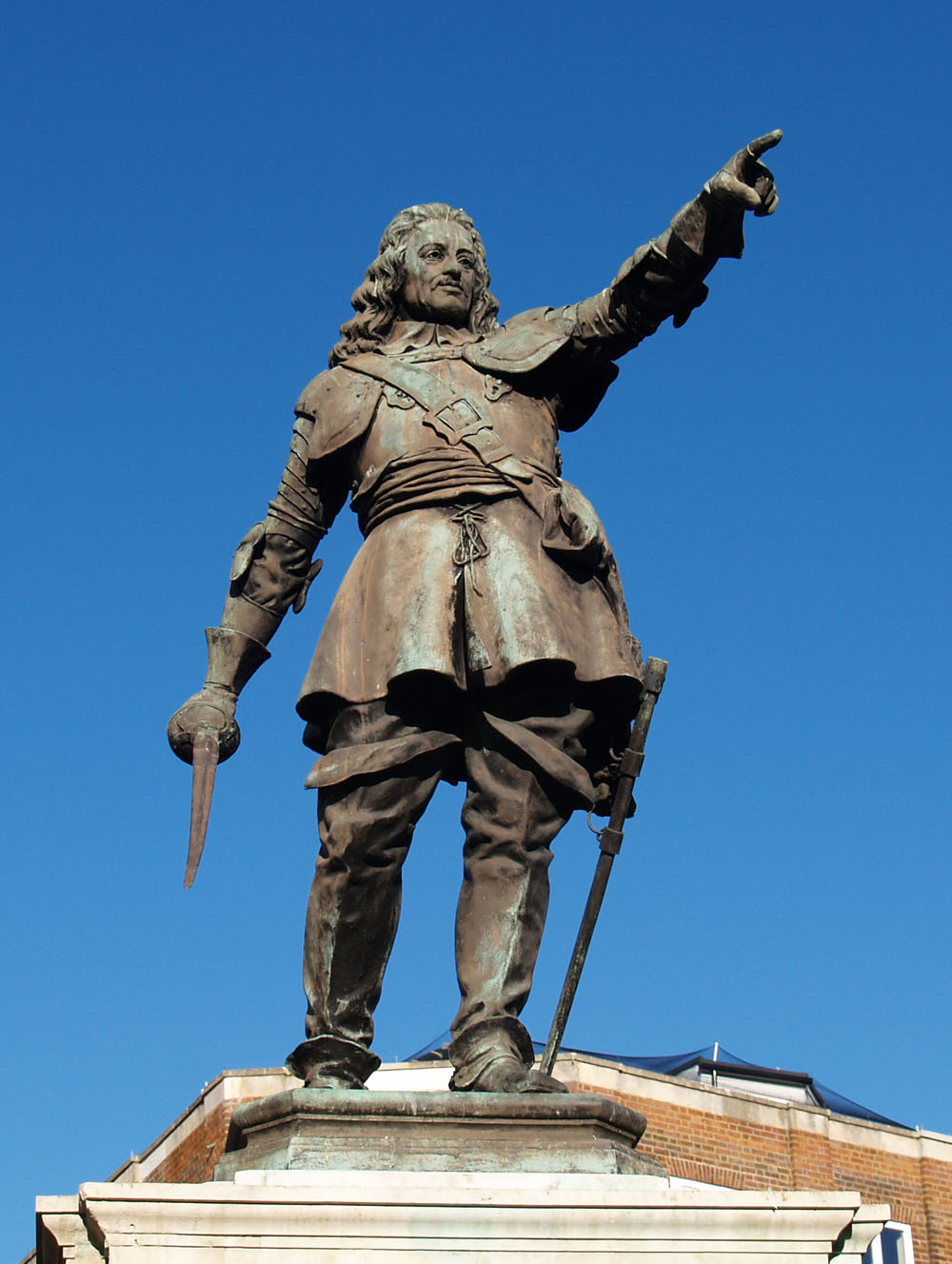
버킹엄셔주 에일즈베리에 있는 햄든 동상; 그는 그레이트 햄든에 있는 자신의 집을 가리키고 있다

1643년 그가 사망한 것은 햄든이 1649년 찰스의 처형과 잉글랜드 공화국 수립으로 이어진 격렬한 내부 논쟁을 피했음을 의미한다. 결과적으로 그는 핌이나 그의 사촌 올리버 크롬웰보다 덜 복잡한 인물이다. 이러한 예시 중 하나는 토머스 그레이의 시 "시골 교회 묘지에서 쓴 엘레지"에 나타나는데, 여기에는 "대담한 가슴으로 / 들판의 작은 폭군에 맞섰던 / 어느 마을의 햄든, ... 조국 피의 죄 없는 크롬웰."이라는 구절이 포함되어 있다.
실제로 그와 핌은 대부분의 사람들보다 훨씬 일찍 찰스가 군사적으로 패배해야 한다는 것을 깨달았지만, 햄든은 연설을 거의 하지 않았기 때문에 훨씬 덜 눈에 띄었다. 제1대 클래런던 백작 에드워드 하이드는 그의 『반란사』에서 그의 영향력과 명성이 그의 인력 관리 기술과 조직력에서 비롯되었다고 주장했다. 1774년 미국 독립 혁명 이전에 벤저민 프랭클린과 존 애덤스는 햄든을 인용하여 국가에 대한 반란이 애국심과 양립할 수 있다고 주장했고, 전투 중 그의 죽음은 그를 자유의 대의를 위한 순교자로 자리매김하게 했다.
19세기 초 영국 급진 운동은 햄든 클럽을 설립했으며, 그는 급진 시인 퍼시 비시 셸리에 의해 언급되었다. 메리 셸리의 소설 프랑켄슈타인에서 그는 가부장적 권위에 대한 반란의 상징으로 등장한다. 1834년 이후 웨스트민스터궁이 재건되었을 때, 그는 세인트 스티븐 홀에 동상이 세워진 유명한 의회 인물 중 한 명으로 선정되었다. 그는 다섯 의원 중 한 명으로 매년 영국 의회 개원식에서 기념된다. 20세기 초 여성 참정권 운동가 운동은 '투표권 없으면 세금도 없다'는 슬로건을 정당화하기 위해 그를 이용했으며, 현대의 반세금 저항자들도 마찬가지이지만, 이는 그가 세금 자체에 반대한 것이 아니라 의회 승인 없는 세금 부과에 반대했다는 점을 놓치고 있다.
그의 이름을 딴 다양한 기관들이 영국과 다른 영어권 세계, 특히 미국에 있다. 여기에는 1775년에 설립된 햄든-시드니 칼리지(Hampden-Sydney College), 버지니아주를 비롯해 수많은 학교, 마을, 카운티, 병원, 지리적 지점이 포함된다. 의회 자유의 상징으로서 그의 지속적인 인기는 계속되고 있다. 마운트 햄든은 2022년에 완공될 예정인 새로운 짐바브웨 의회 건물 위치로 선정되었다. 메트로폴리탄선에서 사용되던 런던 지하철 전기 기관차 중 하나는 "존 햄든"으로 명명되었다. 1961년에 퇴역하여 현재는 런던 교통 박물관에 전시되어 있다. 스코틀랜드의 국립 축구 경기장인 햄던 파크는 그의 이름을 따서 명명되었다. 또한 두 개의 프리메이슨 롯지가 그의 이름을 따르고 있다. 옥스퍼드셔주의 롯지 6290과 버킹엄셔주의 롯지 6483이다.
매사추세츠주의 햄던군 (매사추세츠주), 매사추세츠주 햄던, 메인주 햄던, 코네티컷주 햄던, 그리고 미국의 메릴랜드주 볼티모어의 햄던 지역뿐만 아니라 캐나다 뉴펀들랜드 래브라도주의 햄던 등 여러 지역 사회가 그의 이름을 따서 명명되었다.
제2차 세계 대전 폭격기인 핸들리 페이지 햄든은 그의 이름을 따서 명명되었다.
하이 위컴에 있는 주립 문법 학교인 존 햄든 문법 학교는 그의 이름을 따서 명명되었다.

## 내용주
1. ↑  왕당파에서 선택된 또 다른 온건파는 3개월 후 뉴베리에서 사망한 포클랜드 자작이었다.
2. ↑  많은 하원의원들은 스튜어트가의 왕권신수설과 같은 교리를 제임스 1세가 잉글랜드 왕국에 강요한 "혁신"으로 간주하고, 자신들은 단지 1603년 이전의 위치를 회복하고 있다고 주장했다.
3. ↑  권리청원에 대한 토론에서 햄든이 요약한 관점: "여기 의심되는 종교의 혁신이 하나 있습니다. 이를 마음속에 새기고 폐하께 아뢰어야 할 때가 아닌가요? 둘째, 정부의 변화; 국가 전체의 전복에 다름 없는 일인데 어찌 참을 수 있겠습니까? 셋째, 적들에게 둘러싸여 있습니다; 지금이 침묵할 때이며, 우리를 도울 힘이 그렇게 많은 사람이 아무것도 사용하지 않는 것을 폐하께 보여주지 않을 때입니까? 그가 교황주의자가 아니라면, 교황주의자들은 그의 친구이자 친척입니다."[8]
4. ↑  프랜시스 라우스가 1641년에 요약한 관점: "아르미니우스주의는 교황주의자의 추종자이며, 잘 살펴보면 아르미니우스주의자가 교황주의자에게, 교황주의자가 예수회에게, 예수회가 교황에게, 그리고 다른 자가 스페인 왕에게 손을 뻗는 것을 볼 수 있다. 그리고 우리 이웃에 불을 지른 후, 이제 그들은 이 왕국 또한 불태우려 한다."[20]
5. ↑  그는 1645년이 되어서야 처형되었다

## 자료
- BCW Project. “Colonel John Hampden's Regiment of Foot”. 《BCW Project》. 2020년 10월 21일에 원본 문서에서 보존된 문서. 2020년 4월 8일에 확인함.
- Adair, John (1979). 《The Death of John Hampden》. 《History Today》 29.
- Barry, John M (2012). 《Roger Williams and the Creation of the American Soul: Church, State, and the Birth of Liberty》. Viking Press. ISBN 978-0670023059.
- Berckman, Evelyn (1974). 《Creators and Destroyers of the English Navy》. Hamish Hamilton. ISBN 978-0241890349.
- Clarendon, Earl of (1704). 《잉글랜드 반란 및 내전의 역사; 3권》 2019판. Wentworth Press. ISBN 978-0469445765.
- Crawford, Ian (1988). 《Wading through slaughter: John Hampden, Thomas Gary, and Mary Shelley's "Frankenstein"》. 《Studies in the Novel》 20. 249–261쪽. JSTOR 29532578.
- Duffin, Anne; Hunneyball, Paul (2010). 《ARUNDELL, John (1576–1654), of Trerice, Newlyn, Cornw in The History of Parliament: the House of Commons 1604–1629》. CUP. ISBN 978-1107002258.
- Gray, Thomas (1825). 《The Works of Thomas Gray, Containing His Poems and Correspondence: With Memoirs of His Life and Writings, Volume 1》. Harding, Triphook, and Lepard.
- Green, Oliver; Graham, Benjamin (1988). 《London's Underground: The Story of the Tube》 2019판. White Lion Publishing. ISBN 978-0711240131.
- Harris, Tim (2014). 《Rebellion: Britain's First Stuart Kings, 1567-1642》 Kile판. OUP. ISBN 978-0199209002.
- Historic England. “Hampden Monument  (Grade II) (1059742)”. 《National Heritage List for England (NHLE)》. 2021년 8월 30일에 확인함.
- Hostettler, John (1997). 《Sir Edward Coke: A Force for Freedom》 2006판. Universal Law Publishing Co Ltd. ISBN 978-8175345690.
- Hunneyball, Paul (2010). 《ROUS, Francis (1581-1659), of Landrake, Cornw.; later of Brixham, Devon, Eton, Bucks. and Acton, Mdx; in The History of Parliament: the House of Commons 1604-1629》. CUP. ISBN 978-1107002258.
- Hutton, Ronald (2003). 《The Royalist War Effort 1642-1646》. Routledge. ISBN 9780415305402.
- Jansson, Maija (2009). 《Shared Memory: John Hampden, New World and Old》. 《British Society for Eighteenth-Century Studies》 32. 157–171쪽. doi:10.1111/j.1754-0208.00106.x.
- Jessup, Frank W. (2013). 《Background to the English Civil War: The Commonwealth and International Library: History Division》. Elsevier. ISBN 9781483181073.
- Keeler, Mary Frear; Janssen Cole, Maija (1997). 《Proceedings in Parliament, 1628, Volume 4, (Yale Proceedings in Parliament)》. University of Rochester Press. ISBN 978-1580460095.
- Lester, Derek; Blackshaw, Gill (2000). 《The Controversy of John Hampden's Death》. Chalgrove Battle Group. ISBN 978-0953803408.
- Macleod, Donald (Autumn 2009). 《The influence of Calvinism on politics》 (PDF). 《Theology in Scotland》 XVI.
- Manganiello, Stephen (2004). 《The Concise Encyclopedia of the Revolutions and Wars of England, Scotland, and Ireland, 1639–1660》. Scarecrow Press. ISBN 978-0810851009.
- Moyes, Philip J. R. (1965). 《The Handley Page Hampden》. Aircraft in Profile 58. Profile Publications Ltd.
- Mushanawani, Cletus (2019년 12월 20일). “Mt Hampden City taking shape”. 《The Herald》. 2020년 4월 30일에 확인함.
- Pyle, Andrew (2000). 《The Dictionary of Seventeenth-century British Philosophers, Volume I》. Thoemmes Continuum. ISBN 978-1855067042.
- Russell, Conrad (2008). 〈Hampden, John〉. 《옥스포드 영국 인명 사전》 온라인판. 옥스포드 대학교 출판부. doi:10.1093/ref:odnb/12169. (Subscription 또는 UK 공공도서관 회원 필수.)
- Rees, John (2016). 《The Leveller Revolution》. Verso. ISBN 978-1784783907.
- Seel, Graham E.; Smith, David L. (2005). 《The Early Stuart Kings, 1603-1642》. Routledge. ISBN 978-1-134-59287-6.
- Smith, Steven (1979). 《Almost Revolutionaries: The London Apprentices during the Civil Wars》. 《Huntington Library Quarterly》 42. 313–328쪽. doi:10.2307/3817210. JSTOR 3817210.
- St Stephens Hall. “St Stephens Hall”. 《Parliament》. 2020년 4월 30일에 확인함.
- Thompson, Christopher (2010). 《HAMPDEN, Richard (1596-1659/60), of Great Hampden, Bucks. and Emmington, Oxon in The History of Parliament: the House of Commons 1604–1629》 Online판. CUP. ISBN 978-1107002258.
- Thrush, Andrew (2010). 〈The Parliament of 1626〉.   Thrush, Andrew; Ferris, John P. 《the House of Commons 1604–1629》. The History of Parliament. CUP. ISBN 978-1107002258. 2021년 1월 22일에 확인함.
- Van Duinen, Jared (2007). 《Prosopography and the Providence Island Company: The Nature of Puritan Opposition in 1630s England》. OUP. ISBN 9781900934121.
- Wedgwood, C. V. (1961). 《The King's Peace, 1637–1641》 1983판. Penguin Classics. ISBN 978-0140069907.
- Weinfield, Henry (1991). 《The Poet Without a Name: Gray's Elegy and the Problem of History》. SIU Press.
- Williams, Jonathan C. (2018). 《Thomas Gray's Elegy and the Politics of Memorialization》. 《SEL: Studies in English Literature 1500–1900》 58. 653–672쪽. doi:10.1353/sel.2018.0026. hdl:11693/76066. S2CID 149664141.
- WJJ (1981).  Hasler, P. W., 편집. 《HAMPDEN, William (1570-97), of Great Hampden, Bucks》. 《The House of Commons 1558–1603》. The History of Parliament Online판 (Boydell and Brewer).
- Young, Alfred A (1984). 〈English Plebeian Culture in 18th Century American Radicalism〉.   Jacob, Margaret; Jacob, James. 《The Origins of Anglo-American Radicalism》 1991판. Humanities Press International Inc., U.S. ISBN 978-0391037038.

| 잉글랜드 의회                            | 잉글랜드 의회 | 잉글랜드 의회                        |
| ---------------------------------------- | --- | ------------------------------------ |
| 이전 프랜시스 반햄 경 토머스 세인트 오빈 | 영국의 하원의원 그램파운드 1621–1622 With: 로버트 캐리 경                                                         | 이후 존 모훈 리처드 에지컴브 경      |
| 선거구 1309년~1624년 박탈                | 영국의 하원의원 웬도버 1624–1629 With: 알렉산더 덴턴 1624 리처드 햄든 1625 샘프슨 다렐 1626 랄프 호트리 1628–1629 | 의회 1640년까지 정지                 |
| 공석의회 1629년부터 정지                 | 영국의 하원의원 버킹엄셔 1640–1643 With: 아서 굿윈                                                                | 이후 조지 플리트우드 에드먼드 웨스트 |